# راشدیه (فجیره)
راشدیه (در عربی:  الراشدیه ) روستای کوچکی از توابع شهر دبا الفجیره در نوار ساحلی کرانهٔ
دریای عمان از توابع امارت فجیره از امارات هفتگانه دولت امارات متحده عربی واقع شده‌است.

## جمعیت
جمعیت روستا در حدود ۶۹ نفر (۲۹ خانوار) می‌باشند که از اهل سنت و مالکی مذهب هستند. شغل عمدهٔ مردم روستا کشاورزی و ماهی گیری است. بعضی از مردم نیز دام خانه‌ای نیز دارند.
حدود ۵٬۰۰۰ اصله نخل خرما در روستا وجود دارد.